# Klošter
Klošter – wieś w Słowenii, w gminie Metlika. W 2018 roku liczyła 86 mieszkańców.